# Сихуа
Сихуа́ (кит. упр. 西华, пиньинь Xīhuá) — уезд городского округа Чжоукоу провинции Хэнань (КНР). Название означает «запад Хуа» и связано с существовавшим в античные времена удельным владением Хуа.

## История
В эпоху Вёсен и Осеней сановник Сун получил удел Хуа. Так как удел был очень большим то он был разделён на восточную и западную части.
При империи Цинь был создан уезд Чанпин (长平县). При империи Хань из него был выделен уезд Сихуа, а впоследствии уезд Чанпин был присоединён к уезду Сихуа.
При империи Суй в 598 году уезд был переименован в Хунгоу (鸿沟县). При империи Тан он сначала был переименован в Цзичэн (箕城县), а в 710 году ему было возвращено название Сихуа. Во время правления монголов к уезду Сихуа был присоединён уезд Циншуй (清水县).
В 1949 году был создан Специальный район Хуайян (淮阳专区), и уезд вошёл в его состав. В 1953 году Специальный район Хуайян был расформирован, и уезд перешёл в состав Специального района Сюйчан (许昌专区).
15 июня 1965 года был создан Специальный район Чжоукоу (周口专区), и уезд вошёл в его состав. В 1969 году Специальный район Чжоукоу был переименован в Округ Чжоукоу (周口地区).
8 июня 2000 года постановлением Госсовета КНР были расформированы округ Чжоукоу и городской уезд Чжоукоу, и образован городской округ Чжоукоу.

## Административное деление
Уезд делится на 3 уличных комитета, 8 посёлков и 10 волостей.